# Indicatif régional 246

Les indicatifs régionaux aux Caraïbes

L'indicatif régional 246 est l'indicatif téléphonique régional de la Barbade.
L'indicatif régional 246 fait partie du Plan de numérotation nord-américain.